# 수리물리학
수리물리학(數理物理學, mathematical physics)은 물리학에서 다루는 여러 가지 구체적인 문제들에 대해서 이론 물리학보다 수학적으로 엄밀하고 체계적인 방법으로 접근하고 물리학을 수학적 형식화하는 분야로, 이론 물리학과는 상당히 다르다. 이론 물리학은 과학이고, 수리 물리학은 응용 수학의 하나다. 그래서 수리 물리학에서는 과학에서 불필요한 엄밀함과 체계성까지 중요시 한다. 하지만 그런 노력을 통해서, 수리적 정합성이라는, 실험과의 합치와는 다른 종류의 설득력과 풍부한 결론을 얻는다.

## 수리물리학의 필요성
현재 거의 대부분의 과학이 수리 모델링 방식을 채택하고 있다. 하지만 과학에서는 실험 결과가 오류의 기준이므로, 이론적 결론을 내리는 과정에 수학적 오류가 있더라도 실험 결과만 잘 예측하면 문제가 되지 않는다.
그럼에도  수리 물리학이 의미 있는 이유는 무엇인가? 물리학 역시 물질적 우주에 대한 학문이며 과학이지만 수리적 모델링을 채택하고 있다. 이론 물리학에서 과학적 필요를 벗어나는 엄밀성과 체계성이 의미없다 하더라도, 수리적 모델을 더욱 체계적이고 정확하게 수립하려는 노력을 통해 "실험결과와 잘 맞는다."라는 과학적 근거 이외에, 수학적 형식화가 잘된 수리 모델의 기본 가정이 상당히 풍부한 결론을 내포하고 있음을 밝히고, 그 결론이 이미 실험으로 알려진 결론일지라도, 수리 모델의 기본 가정으로부터 유도됨을 보이므로써 과학과는 또 다른 종류의 설득력을 제공하기 때문이다. 또한 수리 물리학을 통해 더욱 정교하게 다듬어진 수리 모델은 향후 이론물리학 발전에 중요한 등대가 되기도 한다.
민코프스키 시공간은 처음에 알버트 아인슈타
으로부터 불필요한 박식함이라는 평가를 받았다. 그러나, 일반상대성이론 발전이 결국 휘어진 민코프스키 시공간을 다루는 방향이 되면서 필수적이 되었다.
수학자 라그랑주,오일러, 해밀턴 등이 만든 라그랑주 역학과 해밀턴 역학은 다음 세기에 만들어진 양자역학과 양자장론의 토대 중 일부가 되었다.
하이젠베르크 불확정성 원리는 존 폰 노이만 등의 양자역학의 수학적 형식화로부터 연역될 수 있다. 양자장론을 수학적 형식화하기 위한 노력인 Haag-Kastler 양자장론 같은 체계로부터 스핀 통계 정리, 카이랄-홀짝성-시간 대칭성 정리 등을 유도 할 수 있다.

## 수리물리학 내용들
수리물리학의 유명한 난제에는 클레이 재단에서 제안한 밀레니엄 7대 수학 난제들 중 하나인 양-밀스 이론의  수학적 형식화와 그 체계 내에서  양-밀스 질량 간극 가설 증명 문제가 있다. 양-밀스 이론은 수리물리학적 관점에서는 미완이고 엉성하지만 이론물리학적 관점에선 성공적인 이론이다.(과학에서는 이론은 실험을 설명하면 충분하다.)
또한, 라그랑주, 오일러, 해밀턴 등 수학자들이 만든 라그랑주 역학, 해밀턴 역학은 수리물리학이다. 보존되는 물리량에 대한 뇌터 정리도 수리 물리학이다. 또, 막스 플랑크, 루이 드 브로이, 알베르트 아인슈타인, 에르빈 슈뢰딩거, 닐스 보어, 막스 보른 등이 만든 양자역학은 이론물리학이지만, 수학자 존 폰 노이만과 여러 수리물리학자들이 한 양자역학의 수학적 공식화는 수리 물리학이다. 수학자 헤르만  민코프스키의 민코프스키 시공간도 수리 물리학이다.

## 수리물리학의 불필요성
수리 물리학에서는 과학적 기준을 벗어나서 이론물리학보다 더 추상적이고, 엄밀한 수준에서 물리학의 수리적 모델링을 다루며, 훨씬 더 체계적이다. 다만 그렇기 때문에, 물리학자들에게 불필요한 부분도 많다. 예를 들어 하이젠베르크 불확정성 원리는 사고실험을 통해 처음 등장했고(그러나 하이젠베르크의 결론은 옳았지만 근거는 틀린것으로 판명되었다.) 이미 실험으로 잘 검증되었으므로, 양자역학의 수학적 형식화의 공준들로부터 수학적으로 증명하는 일 같은 것은 물리학에 필수적이라고는 할 수 없다.
일반상대론을 설명하는 책을 보더라도 수리물리학적으로 쓴 책과 이론 물리학적으로 쓴 책은 많은 차이가 있다. 보통 물리학과에서는 이론물리학적으로 서술된 책을 교재로 채택한다. 수리물리학적으로 서술된 일반상대론 책은 물리학과에서 보기에는 수학적 부분이 너무 어렵고, 과학을 하는데 그럴 필요가 없기 때문에 비효율적이다. 당장 시공간을 나타내는 수학 대상인 준 리만 다양체의 정의부터가
- 위상다양체
- 미분구조
- 준 리만 계량

등으로 정의되며 위상다양체는 다시 Locally Euclidean, 하우스도르프 공간, 제2가산공간등으로 정의된다. 수리물리적 서술을 이해하려고 이런 수학들을 대략적으로만 알아보려고해도 거의 대부분은 그 시간에 실험이나 다른 이론 물리학에 더 신경쓰는 것이 좋다고 여길것이다. 반면에 이론 물리학적인 서술에서는 저런 수학대상들을 물리학을 하는데 지장이 없는 선에서 대략적으로 설명하며, 물리학적 의미와 현상에 집중하여 실제 물리학자들이 필요한 내용을 서술한다. 물리학과 학부에서 쓰는 양자역학 교재에도 양자역학의 수학적 공식화는 나오지 않는다.
이론물리학은 수리물리학에 비해서 수학을 그다지 많이 필요로 하지 않으며, 오히려 또는 당연히 실험물리학과 더 많이 관련되어 있다.

## 같이 보기
- 양-밀스 질량 간극 가설
- 동시성의 상대성
- 해밀턴 역학
- 라그랑주 역학
- 민코프스키 시공간
- Haag-Kastler 양자장론
- 스핀 통계 정리
- CPT 대칭성 정리
- 양자역학의 수학적 공식화
- 이론물리학
- 실험물리학
- 계산물리학
- 수리학